# چپ‌گرایی در فرانسه
چپ‌گرایی در فرانسه (فرانسوی: gauche française‎) در آغاز قرن بیستم توسط دو حزب سیاسی اصلی، یعنی حزب جمهوری‌خواه، رادیکال و رادیکال-سوسیالیست و بخش فرانسوی انترناسیونال کارگری (SFIO) که در سال ۱۹۰۵ به عنوان ادغام احزاب مختلف مارکسیست ایجاد شد، نمایندگی شد.

## چپ و راست در فرانسه
تمایز بین جناح چپ و راست در سیاست یعنی‌معنای چپ‌گرایی ناشی از ترتیبات صندلی است که در طول مجمع ملی در سال ۱۷۸۹ آغاز شد (نمایندگان تندروتر ژاکوبن روی نیمکت‌های سمت چپ سالن نشستند). در طول قرن نوزدهم، خط اصلی تقسیم چپ و راست در فرانسه بین طرفداران جمهوری و طرفداران سلطنت بود. در سمت راست، لژیتیمیست‌ها دیدگاه‌های ضدانقلابی داشتند و هرگونه سازش با ایدئولوژی‌های مدرن را رد کردند، درحالی که اورلئانیست‌ها (در سمت راست) امیدوار بودند که یک سلطنت مشروطه، تحت دیدگاه مطلوب خود از خانواده سلطنتی ایجاد کنند، البته موضوعی که مختصر از انقلاب ژوئیه در سال ۱۸۳۰ بود؛ و این دیدگاه جمهوری یا همان‌طور که جمهوری خواهان رادیکال آن را جمهوری دموکراتیک و سوسیال می‌نامیدند(la République démocratique et sociale) بود؛ اما آن‌ها هدف جنبش کارگری فرانسه را در پایین‌ترین وجه مشترک چپ‌گرایی در فرانسه داشتند، و قیام روزهای ژوئن در طول جمهوری دوم فرانسه، تلاش چپ برای اثبات خود پس از انقلاب ۱۸۴۸ بود، که بر اساس رادیکالیسم موجود خود که تعداد بسیار کمی از جمعیت (عمدتاً روستایی) همراهی داشتند، پایه‌گذاری شد.